# Véső

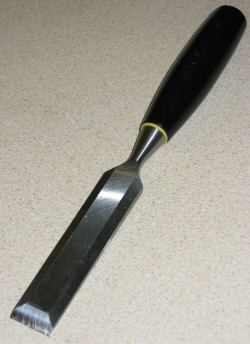
Famegmunkáló acélvéső.

A véső acélból vagy vasból különböző formában készített vágószerszám, amelyet puszta kézzel való nyomás vagy kalapáccsal, egyéb eszközzel való ütés segítségével használnak szilárd anyagok – érc, kő, fa – megmunkálására, faragására vagy vágására.
Két részből áll: a többnyire fából készült nyélből és az éles pengéből, melynek nagysága és alakja a véső rendeltetése szerint más és más, ezek szerint neve is eltérő (kő-, fa-, lapos-, félholdvéső stb.).

## Története
I. e. 8000 körül már léteztek a mai modern vésők kovakőből készített előfutárai. Az ókori egyiptomiak réz-, később bronzvésőkkel munkálták meg a fát és a puha követ, ezeknek nem volt markolatuk, pengéjük pedig kétszántú volt.
A görögök és rómaiak szerszámai már kovácsoltvasból készültek. A középkor végén a vésők elérték a napjainkban is ismert felépítésüket. A véső mint szimbólum, az újkorban a szabadkőművesek jelvényévé vált.

## Felépítése
A véső két fő részből áll: pengéből és nyélből (markolatból). A nyél eredeti célja a fémmel való takarékoskodás volt.
A markolat és a penge összekötésének két módja terjedt el. Az egyik a markolattüskés rögzítés, amikor a kifúrt nyelet ráütik a penge szögletes markolattüskéjére. Az egyesítés másik módja a markolathüvelyes rögzítés: a penge markolat felőli végére kúpos üreget kovácsolnak, ebbe ütik bele a kúposra faragott végű markolatot.
Azok a vésők, amelyeket kalapáccsal vagy más szerszámmal ütnek, használat közben komoly terhelést kapnak. Az ilyen vésőkön a markolattüske fölött gyámot alakítanak ki, amelyre a markolat feltámaszkodik. Ennek az a célja, hogy a markolat az ütések hatására nehogy lecsússzék a pengén és széthasadjon.

## Típusai

### Famegmunkálás
- Csaplyukvéső – mély csaplyukak kimunkálására szolgál, erőteljes felépítésű, kibírja a kalapáccsal vagy bunkóval rá mért ütéseket is.
- Laposvéső – a leggyakrabban használt vésőféle. Illesztő és tisztító munkákra használják, de az erősebb felépítésűek alkalmasak lyukvésési munkákra is. A laposvésőknek általában pengéje és gyűrűzetlen nyele is hosszabb az általános célra készítettekénél.
- Mintakészítő véső – illesztő munkákra szolgál. A penge megtört nyaka lehetővé teszi a munkavégzést olyan helyeken is, ahol a laposvésők nyele megakadályozná azt.
- Pántvéső – napjainkban már nem használják, egykor a hagyományos tollas ajtópántok pánthelyeinek kimunkálására volt használatos.
- Sarkalatvéső – illesztő munkákra, csaplyukak tisztítására szolgálnak. A sarkalatvésők illesztőszerszámok, melyeket soha nem ütnek kalapáccsal vagy bunkóval.
- Kanálvéső – vájáshoz, üregkészítéshez használják. Leggyakoribb változatai a gyűrű és félgyűrű  élformájú vésők, a hosszú pengéjű üregelő vésők és változatos ívű, üthető horonyvésők.

## Külső hivatkozások
- A véső részei az asztalos.hu oldalon